# 燃えよ! カンフー
『燃えよ! カンフー』（もえよ カンフー、原題Kung Fu）はアメリカ合衆国のABC系で1972年から1975年まで、3年間に渡り放送された連続テレビドラマ。全62話で、構成は3シーズンに分かれている。
日本での初放映は1974年6月8日、テレビ朝日「土曜映画劇場」で90分のパイロット版が先行放送された。その後、1976年にシリーズ放送が開始、1980年代にも再放送された。また、1999年から2004年にかけてもスーパーチャンネル(現・スーパー!ドラマTV)にてロングランで再放送された。 更に2004年5月20日からは日本テレビでも、第1シーズンに当たる第1～15話分が放映された。

## 概要
清の少林寺で中国武術（カンフー）をマスターしたハーフの男がアメリカ西部を渡り歩くアクションドラマ。カンフーブームの時代、東洋の神秘を感じさせる内容が受けて、世界各国で人気を博した。主演はデヴィッド・キャラダイン。少林寺で修行する幼少期はラッド・ペラが演じている。原案はブルース・リー、脚本は作家のハーマン・ミラー。ワーナー・ブラザース作品。
西部を流離う男がいったい誰なのか、どこから来てどこへ向かうのか、など主人公に関する事項が全く明らかにされず、視聴者は主人公の回想を通じて徐々にその実体を知っていくという作品構成が特徴的で斬新であった。タイトルからはカンフーの派手なアクションドラマを想像しがちであるが、実はカンフーアクションシーンは非常に短く、重厚な仏教及び老荘思想の教えを分かり易く米国人に説く内容となっており、仏教・老荘思想の神秘性・精神性が人気を呼んだ作品となっている。
なお、アメリカのテレビドラマは視聴率やスポンサーの意向次第で直ちに打ち切りとなり、明確な「最終回」がない作品が多い中、本作では明確な最終エピソードが描かれている。

## あらすじ
白人の父と中国人の母を持つ少年クワイ・チャン・ケイン（Kwai Chang Caine、虔官昌）は、少林寺で盲目のホー先生や館長のカン先生の指導の下、長年にわたって仏教の修行を積む。少林寺では仏教修行のひとつに武術修行（少林拳や棒術など）があるが、厳しい修行の末、やがて成長したケインは砂の上に敷かれたライスペーパーを破かずに歩けるまでになり、炭火の入った巨大な香炉を両上腕で夾んで運び、両腕に龍と虎の紋章（少林寺僧侶の紋章）を焼印するという最終関門をパスして、少林寺の僧となった。
しかし、ホー先生と共に、ある寺院の祭に出かけた時、寺に来ていた皇帝の甥にホー先生がピストルで銃殺される（無礼討ちに相当）事件が発生、思わず近くにあった槍を皇帝の甥に投げつけ殺害してしまい、追われる身となる。良心の呵責にさいなまれながら、少林寺の僧やキリスト教の神父の助けを得て、父の国アメリカに逃げる。清国政府が放った刺客に追われつつ、アメリカ西部に居ると思われる異母兄を探して回るなか、さまざまな事件や人種差別などの不合理等に遭遇するが、東洋的な思想と武術で解決してゆく。

## 登場人物
クワイ・チャン・ケイン
演：デビッド・キャラダイン、青年期 - キース・キャラダイン、幼少期 - ラダメス・ペラ /吹き替え：岩崎信忠、野沢雅子（幼少期）

カン先生
演：フィリップ・アーン
少林寺の館長。
ホー先生
演：ケイ・ルーク
少林寺の盲目の僧侶で、ケインの師。

## スタッフ
- 原案：ブルース・リー
- 脚本：ハーマン・ミラー
- プロデュース：ジェリー・ソープ
- カンフー指導：デヴィッド・チョウ
- メイン監督：ジェリー・ソープ

## 裏話
本作の原案を担当し、放送中に香港から世界中にカンフーブームを巻き起こしたブルース・リーは、元々自らケイン役を演じる構想をしていた。しかし、英語に訛があることや、ハーフという設定にしては風貌が東洋人すぎるという理由で、デヴィッド・キャラダインが主役に抜擢された経緯がある。逆にキャラダインは東洋人的ではなく、目を細めて中国系に見せようとするなど、演技上の苦労が見られる。
この作品の中にしばしば回想シーンとして出てくる少林寺は、実は1967年の映画『キャメロット』に使われたセットを改造したもので、中国ロケは行われていない。少林寺でケイン少年がつけられたあだ名「Little Grasshopper」（小さなバッタ、日本語版では（コオロギ））は、放送当時アメリカで流行語になった。
2003年以降、この作品を収録したDVDボックスのシリーズが発売されている。
1986年、デヴィッド・キャラダインと原案のブルース・リーの息子であるブランドン・リーを主演に迎え、単発で"Kung Fu: The Movie"（邦題：「ブランドン・リーのカンフー・ファイター」）が制作され、CBSで放送された。翌年にはブランドンの主演で“Kung Fu: The Next Generation”が同じくCBSで放送されたが、シリーズ化には至らなかった。1993年から1996年には、ケインの子孫が現代アメリカでシンジケート組織と闘うという、続編のテレビドラマ「新・燃えよ!カンフー (原題“Kung Fu: The Legend Continues”)」がアメリカ合衆国で放送され、キャラダインと息子役としてクリス・ポッターが主演した。ただし、1986年・1987年版と1993年版との間に物語の連続性は無い。